# Trawunia
Trawunia (łac. Travunia) również Trebinia, Trebinje – państwo plemienne Trebinian zamieszkujących ziemie w Dalmacji na północ i wschód od bizantyńskiego Dubrownika, powstałe na przełomie VIII i IX wieku.

## Dzieje Trawunii

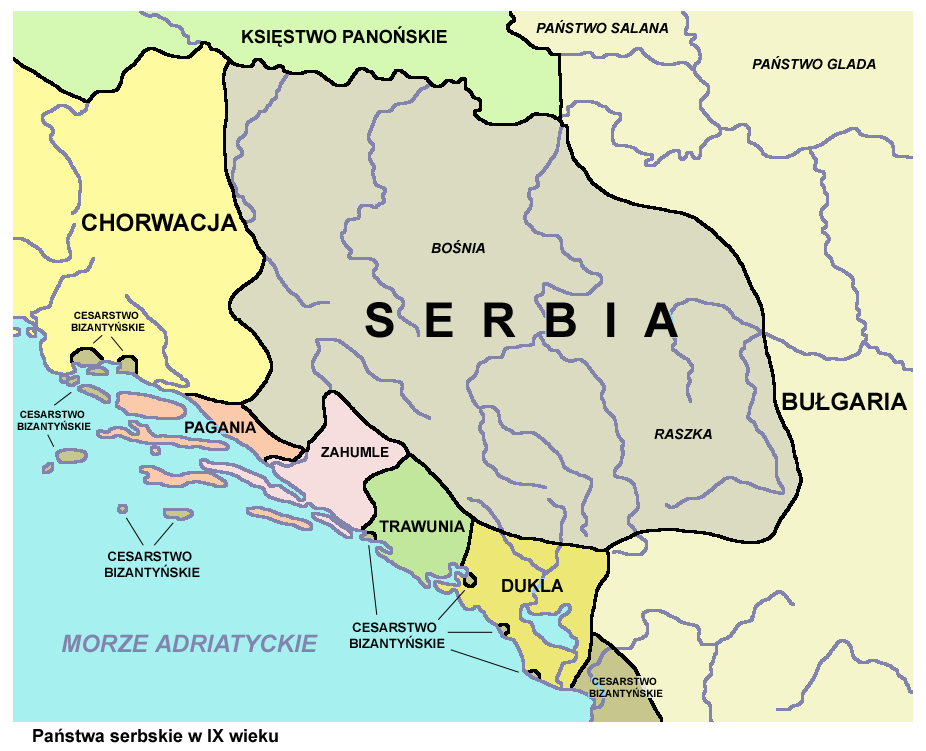
Trawunia w IX-X wieku

Początek państwa Trebinian wiąże się z dynastią Beliciów biorącą początek od Belaesa. W połowie IX wieku jego syn i następca Kraina, noszący tytuł żupana zrzucił przy pomocy Włastimira serbskiego nominalne zwierzchnictwo bizantyńskie. Włastimir wydał za Krainę swą córkę, a ten przyjął tytuł księcia uznając zarazem zwierzchnictwo serbskie. Zależność od Serbii uznawali jego następcy do połowy X wieku. Jeszcze w IX wieku trebińscy Belicie zdobyli władzę nad sąsiednim plemieniem Duklan, podporządkowując sobie ich państwo.
Pod wpływem cesarza bizantyńskiego Bazylego I, który po 867 roku, dzięki skutecznej akcji morskiej w obronie bizantyńskiego Dubrownika, zdobył pewne wpływy wśród Serbów dalmatyńskich, książęta trebińscy przyjęli chrzest i wsparli akcję chrystianizacyjną prowadzoną przez łacińskich i greckich kapłanów z bizantyńskiej Dalmacji. Po śmierci apostoła Słowian – arcybiskupa Moraw Metodego w Trebinii pojawili się też jego uczniowie, którzy przynieśli znajomość głagolicy i piśmiennictwa słowiańskiego. Dla utrwalenia dzieła chrystianizacji powstało na Trebińskim Polu biskupstwo Trawunii.
Po upadku serbskiego księcia Czasława około 950 roku Trebinia uwolniła się spod zwierzchnictwa serbskiego. Kolejni władcy: Chwalimir i jego syn Tiszimir (Tugomir) Belicie podporządkowali sobie Duklę. Przenieśli oni centrum swego państwa z Trawunii do Dukli. Na Tiszimirze prawdopodobnie wygasła dynastia Beliciów.
Pod koniec X wieku władza nad księstwem trebińsko-duklańskim przeszła w ręce książąt duklańskich: Petrisława, jego brata Dragimira oraz syna Jana Włodzimierza. Doprowadziło to do stopniowej marginalizacji Trawunii, która w następnych latach z ośrodka władzy politycznej przemieniła się w przedmiot przetargów i walk.

## Dalsze losy
Po 998 roku, kiedy to car Bułgarii Samuel najechał Duklę i uprowadził do niewoli jej księcia Jana Włodzimierza, Trebinia znalazła się wraz z Duklą w strefie wpływów bułgarskich. W 1018 roku po upadku Bułgarii zwycięski cesarz bizantyński Bazyli II podporządkował sobie serbskie państwa Primorja tworząc tem (okręg administracyjny) ze stolicą w Dubrowniku. Władcy Dukli i Zahumla uznali jego zwierzchnictwo. Trebinia znalazła się już jednak w tym czasie pod władzą książąt Zahumla. Około 1050 roku Dobrosław, książę Dukli, zwanej już wówczas Zetą, odebrał Trebinię władcy Zahumla. W granicach Zety Trawunia pozostała przez najbliższe 100 lat.
Około 1150 roku wraz ze stopniowym upadkiem Zety, wielki żupan Raszki Desa przyłączył Trebinię do swego państwa, zwanego później Serbią. Przez następne dwa stulecia w mniejszym lub większym stopniu Trebinia miała podlegać serbskim Nemaniczom. Po śmierci ostatniego z nich, w 1373 roku przyłączył ją do Bośni wraz z Konawli ban Tvrtko I. Po jego śmierci w 1391 roku na ziemiach Humu, Trebinii i Konawli własne księstwo utworzyła możnowładcza rodzina Kosaczów. Władca księstwa Stefan Vukčić w 1448 roku ogłosił się hercegiem św. Sawy. Akt ten spowodował pojawienie się określenia Hercegowina na oznaczenie terenów Trebinii i Zahumla. W 1465 roku kres istnieniu Hercegowiny położył najazd turecki. Trebinia znalazła się w granicach Imperium Osmańskiego.

## Lista władców Trawunii - Beliciów
- Belaes
- Kraina
- Chwalimir
- Tiszimir (Tugomir)